# 西格尼島
西格尼島（英語：Signy Island）是南極洲的島嶼，屬於南奧克尼群島的一部分，位於南冰洋海域，長6.5公里、寬5公里，面積19平方公里，最高點海拔高度281米，島上無人居住，英國和阿根廷在南極條約體系下擱置對該島的領土主權要求。

## 外部連結
- BAS page on Signy（页面存档备份，存于）
- Another page on Signy from the British Antarctic Survey (Heritage Stations)